# زاك بريتون
زاك بريتون (بالإنجليزية: Zack Britton)‏ هو لاعب كرة قاعدة أمريكي، ولد في 22 ديسمبر 1987 في كاليفورنيا في الولايات المتحدة.

## وصلات خارجية
- زاك بريتون على موقع دوري كرة القاعدة الرئيسي (الإنجليزية)
- زاك بريتون على موقعبيزبول رفرنس.كوم (الدوري الرئيسي) (الإنجليزية)
- زاك بريتون على موقعبيزبول رفرنس.كوم (الدوري الثانوي) (الإنجليزية)
- زاك بريتون على موقع إي إس بي إن.كوم (أم.أل.بي) (الإنجليزية)
- زاك بريتون على موقع مشجعي الرسوم البيانية (الإنجليزية)